# 中野精紀
中野 精紀（なかの きよのり、1916年2月6日 - 1986年5月26日）は、日本の経営者。三井石油化学工業社長を務めた。

## 経歴
東京都出身。1940年に慶應義塾大学法学部政治学科を卒業し、同年に三井鉱山に入社。1955年12月に三井石油化学工業に転じ、1969年11月に取締役に就任し、1973年11月に常務、1977年6月に専務、1981年6月に副社長を経て、1982年12月には社長に就任した。
1982年11月に藍綬褒章を受章。
1986年5月26日、急性心不全のために死去。70歳没。